# Route nationale 259 (Argentine)
Pour les articles homonymes, voir Route 259.

Situation de la RN 259 en Patagonie

La Ruta Nacional 259 est une route d'Argentine, située à l'ouest de la province de Chubut. Son parcours de 75 kilomètres relie la route nationale 40 aux environs de la station Nahuel Pan, au poste frontière argentino-chilien Paso Río Futaleufú, non loin de la localité chilienne de Futaleufú. 
La route est asphaltée entre la RN 40 et Trevelin. Plus loin, elle est en gravier.
La route mène au parc national Los Alerces. Elle continue au Chili en tant que Ruta CH-231.

## Localités

### Province de Chubut
Parcours : 75 km (km 0 à 75, d'est en ouest).
- Département de Futaleufú : Esquel (km 9-13), Trevelin (km 35-37) et Los Cipreses (km 64).